# Principes
Trong phân loại thực vật, Principes là một tên thực vật, có nghĩa là "thứ nhất". Nó được sử dụng trong hệ thống Engler để chỉ một bộ thuộc Monocotyledones và sau này cũng được sử dụng trong hệ thống Kubitzki. Bộ này chỉ bao gồm một họ là họ Palmae (tên gọi khác là Arecaceae).
Theo các quy tắc của ICBN cho danh pháp thực vật được đưa ra để sử dụng cho các tên gọi thực vật mang tính miêu tả ở cấp độ trên cấp họ thì nó là hoàn toàn được phép sử dụng, kể cả cho đến hiện nay, nhưng trong thực tế thì phần lớn các hệ thống phân loại đều thích dùng tên gọi Arecales.
Principes cũng đã từng là tên gọi cho một tạp chí của Hiệp hội Cau dừa Quốc tế, nhưng tên gọi này đã được đổi thành Palms vào năm 1999.